# WinMerge
WinMerge是一款运行于Windows系统下的开源软件，用于文件比较或合并。它非常适用于确定不同版本的文件间的改变以及合并这些改变，尤其是在有多人编辑同一文件的情况下。

## 特性
优点
- 对文本文档的可视化编辑以及合并
- 语法高亮功能
- 可以处理DOS、UNIX和MAC中的文本文件
- 支持Unicode
- 在不同的栏中显示当前文件的差异
- 高亮差异
- 在目录比较中使用文件过滤器
- 在文件比较中检测移动过的段落
- 在外壳扩展中集成
- 通过7-Zip支持压缩文件
- 支持插件功能
- 通过DLL支持本地化界面
- 支持手动对齐文本 (Syncronization points][2])
- 可將比較畫面結果產生HTML報告(Create HTML reports from file compare)
- 支援三方比較(3-Way Compare)
- 支援圖片比較(Image compare), 資料夾比較(Folder compare) 檔案比較(File compare)